# IAMX

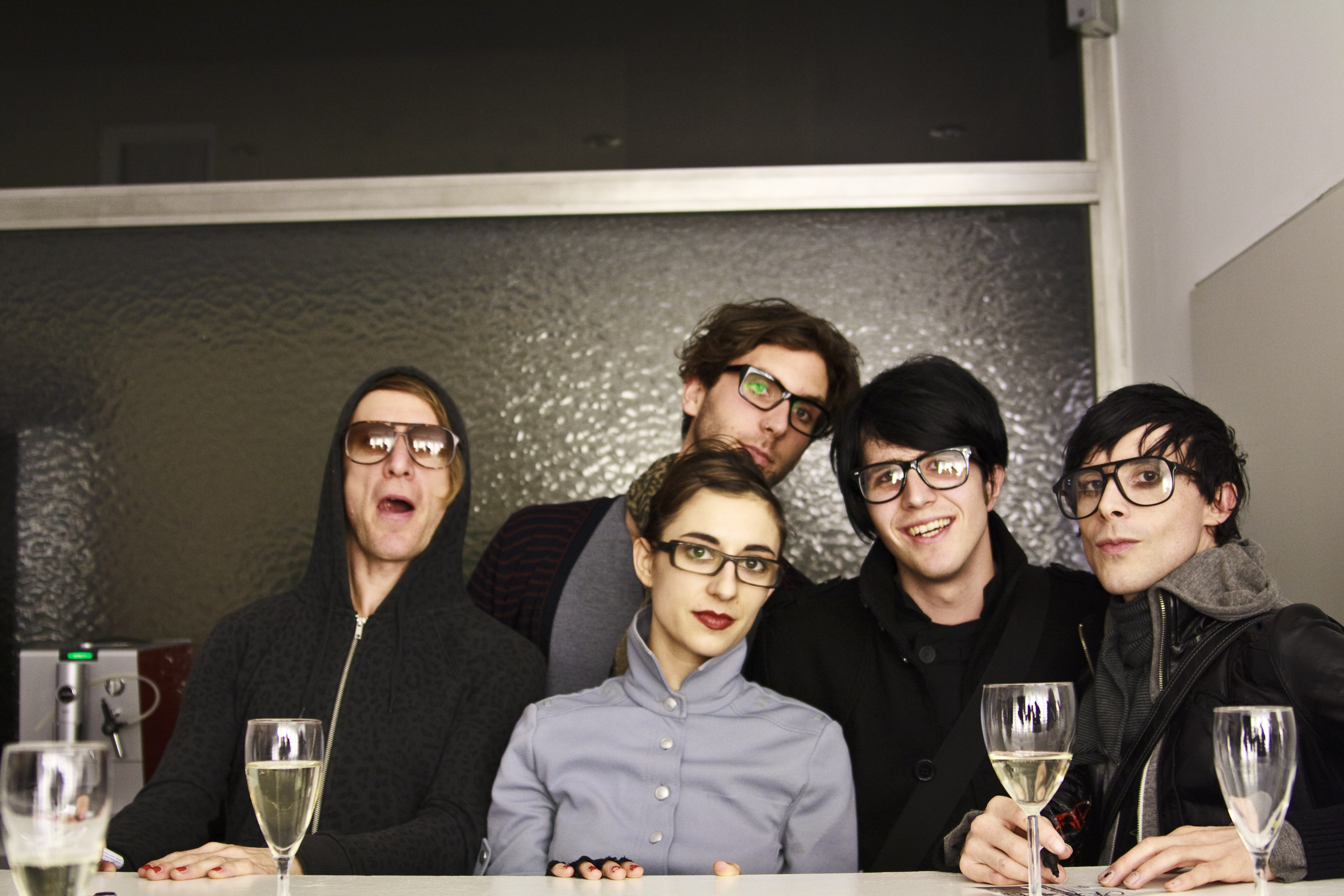
IAMX 2009. Från vänster: Dean Rosenzweig, Tom Marsh, Janine Gezang, en fan, Chris Corner

IAMX är ett soloprojekt av Chris Corner.
Tidigare har Chris varit känd som medlem i bandet Sneaker Pimps.
IAMX texter handlar huvudsakligen om ämnen såsom sex, död, droger, alternativa sexualiteter, besatthet, likgiltighet och har vaga politiska anspelningar. Musiken präglas av mörk electro.
På sina turnéer har Chris supportmedlemmarna Janine Gezang på keyboard, basgitarr och sång, Sammi Doll på keyboard och sång och Jon Siren på trummor.

## Diskografi
Studioalbum
- Kiss and Swallow (13 juli 2004)
- The Alternative (28 april 2006)
- Think Of England (7 november 2008)
- Kingdom Of Welcome Addiction (19 maj 2009)
- Volatile Times (18 mars 2011)
- The Unified Field (22 mars 2013)
- Metanoia (2 oktober 2015)
- Everything Is Burning (Metanoia Addendum) (2 september 2016)
- Unfall (22 september 2017)
- Alive In New Light (2 februari 2018)

Livealbum/Remix
- Your Joy Is My Low Remixes (26 maj 2005)
- Live In Warsaw (18 november 2008)
- IAMIXED (20 december 2008)
- Dogmatic Infidel Comedown OK (27 februari 2010)

Singlar
- "Kiss and Swallow" (2004)
- "Spit It Out" (2006)
- "The Alternative" (2006)
- "Nightlife" (2007)
- "The Alternative" (2008)
- "Spit It Out" (2008)
- "President" (2008)
- "Think of England" (2009)
- "Tear Garden" (2009)
- "My Secret Friend" (2009)
- "Ghosts of Utopia" (2011)
- "Bernadette" (2011)
- "Volatile Times" (2011)
- "The Unified Field" / "Quiet The Mind" (2012)
- "I Come With Knives" (2013)
- "Come Home" (2013)
- "Happiness" (2015)
- "Oh Cruel Darkness Embrace Me" (2015)
- "North Star" (2016)
- "Stardust" (2018)
- Mile Deep Hollow (2018)